# Celastrina astarga
Celastrina astarga är en fjärilsart som beskrevs av Hans Fruhstorfer 1910. Celastrina astarga ingår i släktet Celastrina och familjen juvelvingar. Inga underarter finns listade i Catalogue of Life.